# Карпатська Січ
Карпа́тська Січ також: Організація народної оборони «Карпатська Січ» — парамілітарна організація на Закарпатті в 1938–1939, оформлена 9 листопада 1938 з утвореної у вересні націоналістами «Української національної оборони» (голова Степан Росоха).

## Передісторія

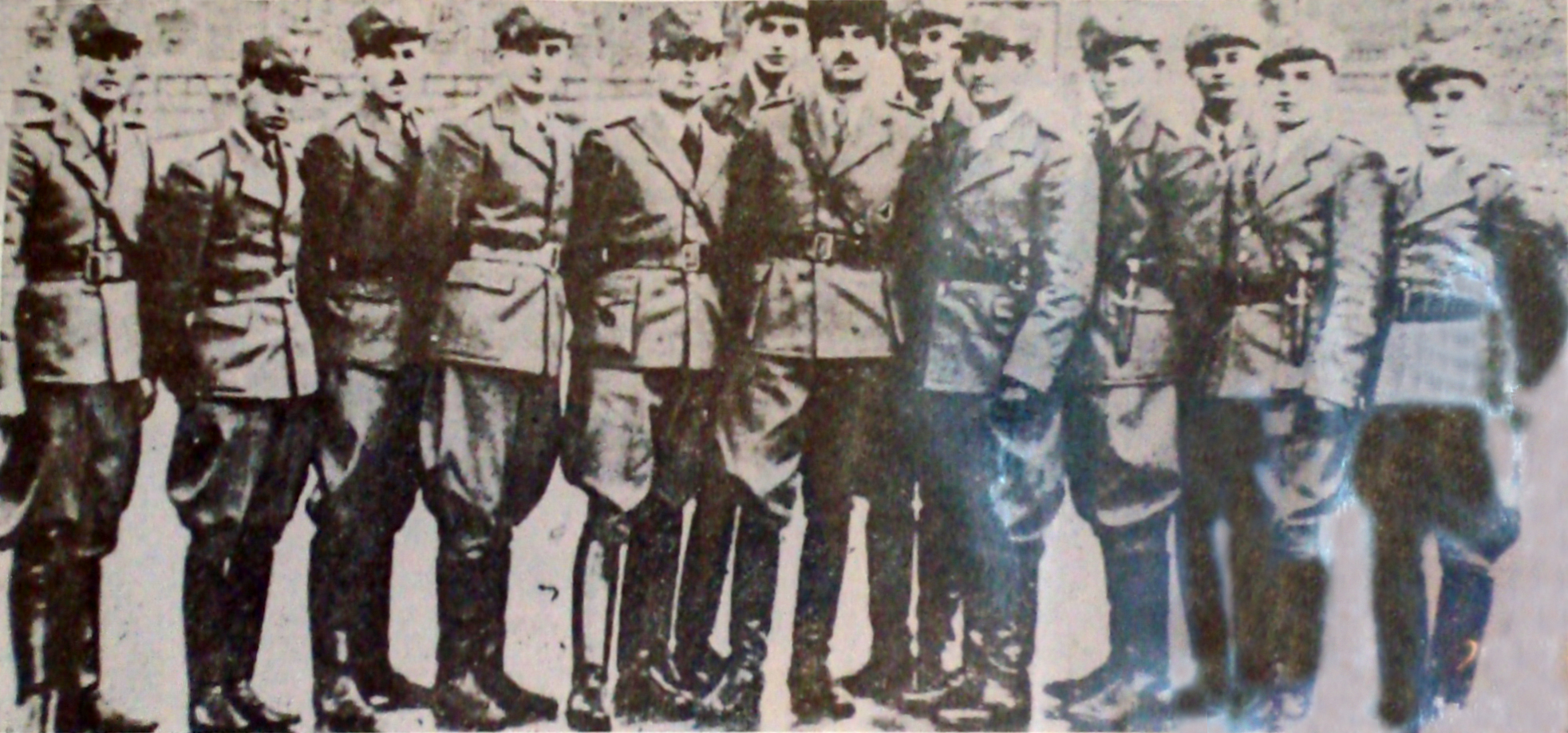
Січовиків на чолі з комендантом Дмитром Климпушем

В листопаді 1938 утворилась Організація Народної Оборони — «Карпатська Січ» (ОНОКС), хоча перші січові загони ще на початку 1930-х рр. почав формувати Дмитро Климпуш з Ясіня. Вони були звичайними протипожежними і культурно-просвітніми товариствами, як і в сусідній Галичині. Не було і потреби створювати українські збройні сили паралельні чехословацькій армії, адже вона справедливо вважалася однією із наймодерніших і найбоєздатніших у Європі.
Наприкінці 1930-х рр. різко загострилася міжнародна ситуація. Напади мадярських і польських терористів, антиукраїнська діяльність промадярської «п'ятої колони», бажання допомогти чехословацьким військам захищати територію краю, змусило уряд Авґустина Волошина прискорити процес створення місцевих збройних сил.
9 листопада 1938 р. в Хусті відбулися установчі збори ОНОКС, на яких було прийнято Статут організації.

## Формування

### Склад

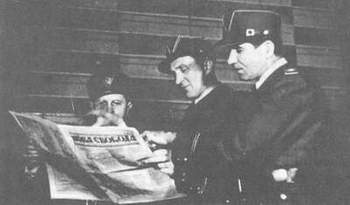
Старши́на Карпатської Січі. Зліва направо: Іван Рогач, Іван Роман і Тацинець Федір.

На чолі організації стояла Головна команда: командант Дмитро Климпуш, заступник Іван Роман і штаб з осідком у Хусті.

Віктор Курманович під час проведення II краєвого з’їзду «Карпатської Січі» в Хусті 19 лютого 1939 р

Освячення українського прапора біля церкви села Ставне Великоберезнянського округу Августином Волошиним. 14 січня 1939

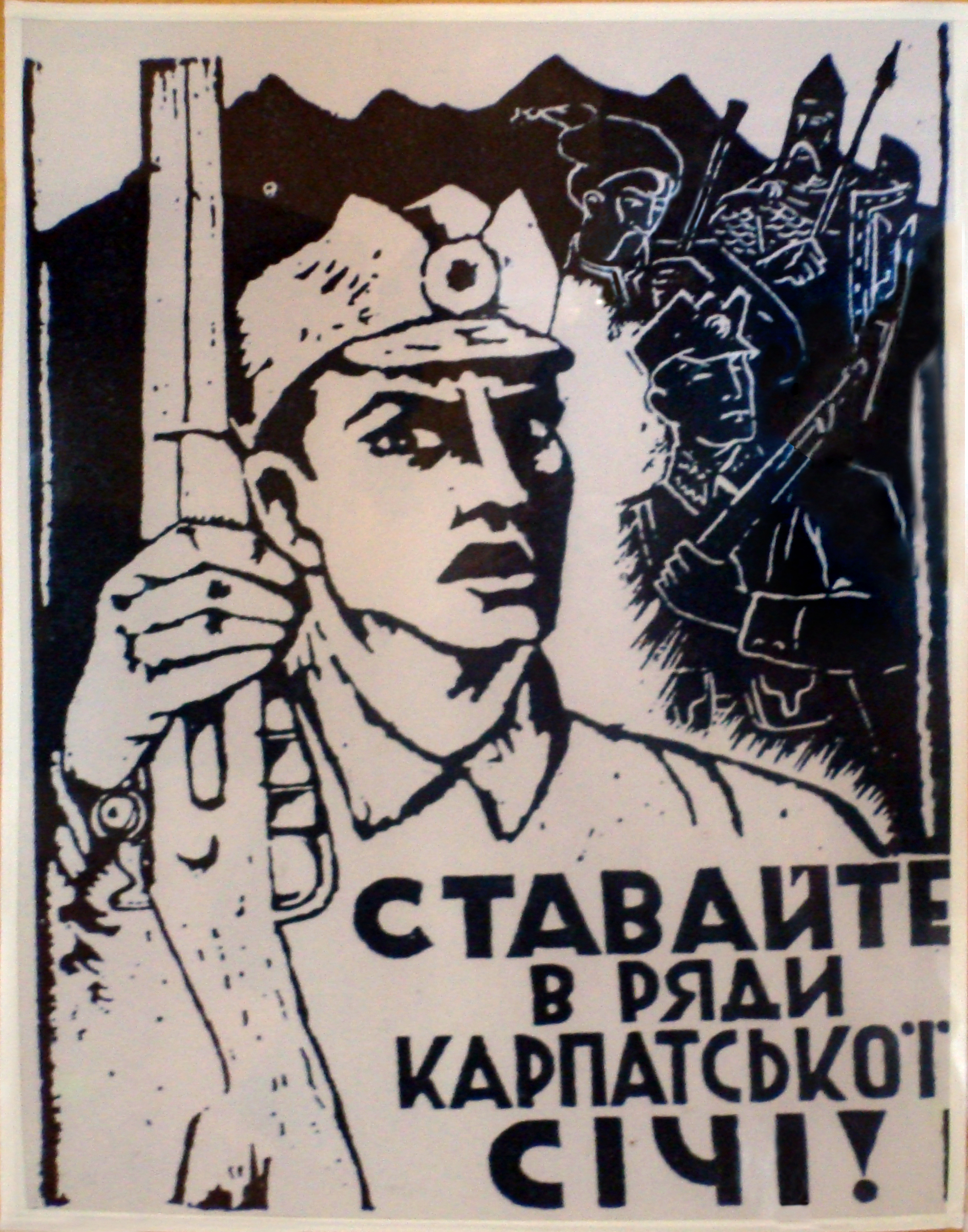
Агітаційний плакат 1938 року

Місцеві Січі з окремих сіл об'єднані були у районових командах, а ті знову підлягали командам округ, яких було 10: Хустська, Волівська, Тячівська, Рахівська, Іршавська, Свалявська, Середнянська, Севлюська, Перечинська та Великоберезнянська, вони проводили військовий і політичний вишкіл (кільканадцять тисяч членів).
Крім того були створені гарнізони Січі, які складалися з елементу, що прийшов служити з різних українських земель, головно з Галичини, Буковини та Надніпрянщини, і лише частинно місцевих людей.
У 5 постійних гарнізонах Карпатської Січі провадився нормальний військовий вишкіл, а частина січовиків виконувала допоміжну службу в поліції чи прикордонній сторожі. Проводилася також культурно-освітня праця серед населення (артистична група «Летюча естрада» під керівництвом Анатоля Демо-Довгопільського), видавався тижневик «Наступ» під редакцією С. Росохи).
Серед старшин та в постійних ґарнізонах була, крім місцевих, значна кількість галицьких українців (Зенон Коссак, Роман Шухевич («Щука») та ін.).
Після проголошення самостійності Карпатської України Карпатська Січ стала її національною армією (начальник штабу — полковник Михайло Колодзінський) і в березні 1939 року чинила збройний опір угорській армії. У цей час близько 2000 її членів було під зброєю; кілька сотень з них загинули 13 березня 1939 року в боях з чехами, а потім — з угорцями.

### Жіноча Січ

Керівниці «Жіночої Січі» Стефанія Тисовська (ліворуч) та Марія Химинець (праворуч)

1 січня 1939 року було оголошено про створення Жіночої Січі. Її очолила Стефанія Тисовська, а заступницею стала Марія Химинець. На заклик в пресі протягом січня 1939-го у багатьох містечках і селищах Карпатської України до осередків Жіночої Січі почали вступати жінки та дівчата. Невдовзі Жіноча Січ стала масовою організацією закарпатського жіноцтва.
У січні-лютому січовички вже організовували художні вечори та вистави, розповсюджували українську літературу, допомагали незаможним закарпатським родинам.
Для підготовки провідниць Жіночої Січі з середини лютого до початку березня у Хусті організували інструкторський курс, де навчалося 54 жінки з усіх куточків автономного краю. До програми вишколу входили: історія та географія України, обов'язки січовичок, загальноосвітня праця, гігієна, боротьба з неписьменністю, плекання чистоти літературної мови, пошанування материнства, виховання та опікування дітьми, санітарний вишкіл, фізичне виховання (спорт), стройова підготовка («впоряд»), розвідка.
19 лютого близько трьох тисяч січовичок прибули до столиці краю, щоб взяти участь в урочистому марші вулицями міста з нагоди II-го краєвого з'їзду Карпатської Січі. З балкону «Січової Гостинниці» зі словом виступила командантка «Жіночої Січі» Стефанія Тисовська.

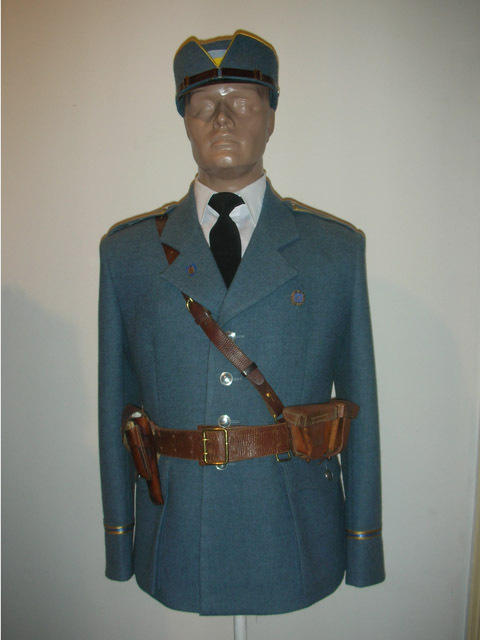
Однострій офіцера Карпатської Січі

Січовички шили однострої (чоловічі та жіночі), національні та січові прапори. Були також зв'язковими та розвідницями: передавали вказівки та накази Головної команди в окружні та місцеві осередки Карпатської Січі, працювали на радіотелеграфній і телефонній службі, здобували інформацію про розташування чехо-словацьких військ і плани військового командування. У Хусті Жіноча Січ створила окремий відділ Червоного Хреста, де працювали також професійні лікарі. У домівці Жіночої Січі влаштували лазарет для поранених у боях із чехо-словацькою армією у ніч із 13 на 14 березня 1939 року. Допомагали бійцям і на полі бою. Відомо, що групу дівчат із Жіночої Січі угорці розстріляли 16 березня 1939 року під час боїв на Хустському напрямку.

### Озброєння та фінансування
Брак зброї був найболючішим питанням Січі. Без неї вона була не військовою, а тільки спортово-виховною організацією. Змагання дістати зброю стало для Січі провідним аж до трагічних днів 14-16 березня.
Головна проблема полягала в тому, що згідно з чинним чехословацьким законодавством, Карпатська Січ як приватна військова організація не мала права на вільне володіння зброєю. Але у грудні чехословацьке командування все ж таки пішло назустріч і видало кілька десятків одиниць стрілкової зброї, переважно старих австро-угорських пістолетів та гвинтівок системи Манліхера, взамін на те, що вояки Карпатської січі будуть допомагати охороняти кордон і ловити ворожих диверсантів. Цього явно не вистачало аби укомплектувати навіть взвод Карпатської Січі, а ідея повноцінного озброєння організації викликала спротив у чехословацького військового командування. Певну частину зброї організація здобула під час боїв з польськими та угорськими терористами в прикордонній смузі.
У січні 1939 відбувся ряд великих окружних та районових з'їздів Січі, які проходили під провідним гаслом: «Зброю Січі!». 15 січня відбулася поїздка делегації Карпатської Січі на чолі з Головним командантом Дмитром Климпушем до Відня. Члени командування Карпатської Січі намагалися таємно закупити зброю для потреб організації, однак це вийшло невдало. Для придбання зброї для Січі в середині лютого в Берлін їздив також заступник коменданта Карпатської Січі Іван Роман. Однак ця поїздка також не принесла результатів.
Авґустин Волошин звернувся до громадян краю та української діаспори. Очікувана допомога незабаром почала надходити. 19 лютого 1939 українська діаспора Канади вислала $ 5200 на руки прем'єра Авґустина Волошина для розбудови «Карпатської Січі». Надходили пожертви від окремих політичних діячів краю, а також пересічних громадян.
Січ вимагала рівно ж передання служби безпеки краю, це є жандармерії та фінансової сторожі, в українські руки, бо вони були до української влади наскрізь ворожі і непевні…
Січ утримувалася майже виключно на гроші, що приходили, як збірки від української еміграції, була полишена на себе. Усе, що вона встигла закупити, приватно з різних джерел коло 200 револьверів, головно калібру 6,35, та три машинові пістолі з невеликою кількістю набоїв. Було ще 10 рушниць.

## Бойові дії

### 13-14 березня 1939р.

Колона карпатських січовиків марширує поблизу будівлі Головної Команди Карпатської Січі в Хусті перед відправкою на фронт. 14-15 березня 1939 р

В ніч з 13 на 14 березня 1939 р. в Карпатській Україні відбулися події, які мали значний вплив на подальшу долю краю. 13 березня, генерал Прхала в порозумінні з німцями і мадярами дав наказ регулярному чеському війську роззброїти січовий гарнізон у Хусті та зліквідувати його. Чеське військо вночі напало на касарні, на будинок команди Січі і на Січову Гостинницю. Слабо озброєні січовики боронилися аж до 10 год. ранку, коли за наказом прем'єра Волошина склали зброю до його помешкання. В боях полягло 108 українців і 7 чехів.
Після обіду 14 березня, коли стало відомим проголошення незалежності Словаччини, чеське військо почало готуватися до відступу з Хуста.
Цього ж дня угорські війська напали на територію Карпатської України. Відбулися запеклі бої навколо Мукачевого, біля сіл Дравці, Баранинці, Часлівці, Коритняни, Велика Добронь, Чомонин Ужгородського району.
Найтяжчі бої з мадярами відбулися між Севлюшом і Хустом, де в боях взяло участь близько 400 січовиків, переважно селянські хлопці і студенти з Великої Копані, Веряці, Вишнього Шадру, В. Кумят, В. Чинґави, Королева н. Тисою, з Оноку, Севлюша, Сірми, Фанчикова, Хусту та з Білок. В Севлюші були під командою пор. Івана Чучки; в Копані прилучився до них з своїм відділом Микола Вайда і І. К. В останніх боях в Хусті командантом був аспірант «Іван Гуцул» (Іван Бутковський). Мадяри наступали з Вілоку на Севлюш 14-го вночі. Чеське військо боронило місто, поки не вивезли своє майно, десь до 10 години перед полуднем. Тоді прийшли севлюські січовики під командою пор. Чучки і боронили Севлюш до 2-ї год. по обіді, потім відступили до Королева.
|                                              | Тоді, коли вісім мільйонів чехів віддало себе під панування німецької держави без найменшого спротиву, в той час тисячі українців збройно виступили проти мадярської кількатисячної армії |
| — кореспондент журналу, журнал «Жіноча доля» | |

|                        | ... під Хустом відбулася велика битва, в якій з обох сторін полягло багато соток вояків. Мимо всієї симпатії до мадярів не можемо не підкреслити, що український народ... хоробро боровся |
| — часопис, «Нова зоря» | |

|                                                                                           | На Карпатську Україну прибувало много з Галичини, головно провідного активу ОУН. Створився Головний Штаб Карпатської Січі, до якого включились і многі брати з Галичини. Протягом короткого часу вже були помітні сліди якоїсь «державної» політики, центром якої був саме Головний Штаб К.Січі. Їхні акції спричиняли чимало клопоту нашому урядові в Празі… Уряд Карпатської України зробив помилку, що зразу від початку не взяв справу Карпатської Січі в свої руки. Це уможливило засісти в Січи людям військово не підготованим, що деякі з них не були ані день у війську, а в Січи самочинно зробились командантами. В Головній Команді Січи було аж забагато командантів. Кожний командував як хотів. І тільки так могло статись, що хтось із них, зовсім без потреби, й користи для нашої справи, загнав понад сто молодих і чесних січовиків передчасно в могилу. Наш народ платить дуже дорого за кожну лекцію історії. Тому мусимо вчитись з помилок минулого, щоб їх не повторяти тепер, чи в майбутньому. Пам'ятаймо, що «суперкоманданти» аж ніяк не перевелися, вони живуть і діють між нами й сьогодні. |
| — В. Шандор, Витяг із статті про події в Хусті з 13 на 14 березня 1939 року та їх оцінку. | |

| | Хто жив тоді в Карпатській Україні, той до смерти буде пам'ятати ці величні походи з українськими прапорами, українською піснею, цей вияв життя української душі на вільній українській землі. Те, що зробила Карпатська Січ, не зробив ніхто із старшого покоління, тому то й казав я в Хусті й кажу нині, що набільш нашої, української, правди було таки в Карпатській Січі… Але була ще якась команда. Подробиць не знаю, але знаю, що ця команда була окутана якоюсь тайною… Правда, хоч, яка вона прикра, може бути одна, не дві… Вона (команда) скакала на всі боки, викликала страх у людей, доки не заїхала на якусь перешкоду і не вбила всіх, або більшість, що на ній їхали. То був кінець, і тільки такий кінець міг бути. Нефахові команданти не означили меж своєї чинности. Команда січі втручалася до всього, всюди хотіла бути, всі справи вирішувати. Це був свого роду тоталізм. Це був другий уряд Карпатської України, який саме й тим, що був другим, вносив хаос і колотнечу… Січ робила й службу тайної поліції, перевіряла на якій основі й по що до Хуста хто приїздив, особливо український емігрант, а небажаних відставляли поза границі Карпатської України, хоч його папери були всі були в порядку. Січ сповняла й функції «Второй Комісії» Петра Великого — ловила на вулиці, особливо галицьких емігрантів, і без переслуху — била й катувала під претекстом, що це бувші соціалісти, хоча у самій Команді були бувші соціалісти, й бувші комуністи, й бувші кацапи… Січ виконувала судівничу владу: січовики судили людей по селах. Сімнадцятилітні хлопці заприсягали селян і видавали присуди. Команда Січі в Хусті не уважала це за аномалію й не виступала проти цього, навпаки — хвалилася, що таких присудів видали січовики вже … п'ятсот. Український уряд, та все українське громадянство знало, що в українській державі мусить бути заведена українська жандармерія й українська фінансова сторожа, але невже цю реформу був у силі і зумів би провести командант Климпуш у спілці з трьома Ро? (Роман, Росоха, Рогач). Правнича комісія уряду й відмовилася ухвалити проект закону Климпуша в тому ділі… |
| — Лист М.М.Бандусяка до президії Української Центральної Народної Ради (слідчій комісії) в Хусті про деякі недоліки в роботі «Карпатської Січі» та інших урядових установ, 22 лютого 1939 р. // В.Бірчак. Карпатська Україна. Спогади і переживання (1939) | |

### 14—15 березня
14 березня 1939 Августин Волошин проголосив самостійність Карпатської України, сповістивши про своє рішення МЗС Німеччини. Представникові при уряді Чехословаччини В.Шандору було запропоновано «виконати акт незалежності в Празі, а ми тут зробимо, що буде треба». На ухвалення такого рішення, безперечно, вплинули фактори міжнародного характеру, зокрема, проголошення самостійності Словаччиною і вторгнення угорських військ на територію Карпатської України.
15 березня 1939 Сойм (голова Августин Штефан) проголосив повну державну самостійність Карпатської України.
Вранці 15 березня угорські фашисти розпочали загальний наступ у трьох напрямках — західному (Перечин — Великий Березний — Ужок), середньому (Свалява — Воловець), східному (Севлюш — Хуст — Солотвино — Ясіня). Опір нападникам чинили січові стрільці, а також частини чеської армії, що намагались прорватися до Словаччини. Всю організацію оборони краю взяв на себе створений наказом військового міністра С. Клочурака штаб, до якого увійшли: полковник Сергій Єфремов (начальник), полковники «Гузар» (М. Колодзінський), Василь Филонович, надпоручики Парчаній, Гулянич, поручики Бабіля, «Чорний» (Григорій Барабаш), підпоручики Степан Вайда, Роман Шухевич-«Щука», Іван Роман.
У Торуні близько 250 польських диверсантів, зранку 15 березня, перейшли кордон, але тамтешній гарнізон попереднього дня роззброїв жандармську станицю і відступаюче чеське військо і тому мав досить зброї й амуніції. Отож українці легко викинули поляків поза межі Карпатської України та в наступі загнали ворога 4 км у глибину Галичини.
| Вранці 15 березня нас випустив наш січовик: «Біжіть в будівлю, там отримайте зброю. Війна — угорці напали на Карпатську Україну, потрібно оборонятися!» Чеська армія з Хуста тікає. Чехи навантажили 50 вантажних машин з офіцерами, місцеві служаки розбіглися, в казармах повно зброї ... Я отримав завдання - зупинити чеську колону. Вона тікала з Хуста до Румунії, і у них було 62 вантажні машини, 5 цистерн з паливом. Дали нам іншу машину, особисту машину міністру Ревая, з номером R-1, чорний елегантний лімузин. Чехи втекли в Тячів - прикордонне село, щоб звідти через міст піти до Румунії. Я і ще троє шалених хлопців швидко перегнали чеську колону і зупинилися в селі Буштино. Тут теж був невеликий загін Карпатської січі. Ми їм наказали звалити дерева, які стоять біля дороги, щоб ми встигли в Тячеві налагодити оборону. Не встигли ми від'їхати, як хлопці вже побігли за пилами. У Тячеві була невелика команда Січі. Але влада ще була чеська. Треба брати владу у свої руки. Командант - сотник Клименко, чоловік років 45-ти боїться. А ми втрьох ідемо до будівлі жандармерії. Представте нас: мені - 20 років, волинянину - 22, а буковинцю - 23. І у мене все обличчя розбите і опухле - революціонер. Чехи вже знали, що владу взяла Карпатська Україна і вони віддали нам ключі від тюрми і жандармерії, свої шоломи і пішли. Так утрьох роззброїли шістьох жандармів. Так само роззброїли і прикордонну варту, перед мостом поставили двох хлопців з кулеметами. Оголосили набір в Карпатську Січ. Першими прийшли 12 місцевих циган - записуватися в армію незалежної Карпатської України. З циганами набралося у нас чоловік 25. А чеська колона їде. Ми взяли вантажну машину, під'їхали до того місця, де стояли чехи и зажадали здати зброю. Чехи подивилися на барикади і накидали всього повну вантажівку - все що в них було ... Ось так ми роззброїли цілий полк. На машинах вони приїхали на базарну площу в Тячів. Ми їм говоримо: «Усі машини залишайте і пішки через міст — до Румунії». Спочатку відмовлялися, але були вже без зброї. Потім домовилися - десять машин залишають собі, решта і цистерни з бензином залишають нам. Я стою на сторожі, пропускаю чехів. Підходить молода чешка, посміхається, говорить: «Ходімо зі мною в кущі!» Ймовірно, її підіслав батько, щоб вони швидше перейшли через кордон і перенесли туди меблі. Я б пішов, але повинен був там стояти ... Разом з чехами бігли і українці, але в тих машинах був і той полковник колишньої петлюрівської армії Єфремов, якого Волошин поставив командувати усією Закарпатською армією - перший втік. І Клименко командир Січі в Тячеві - теж утік. Армія воює, а командир біжить. Колодзінський, який став головкомом після втечі Єфремова, наказав мені їхати з пораненими на машині в Великий Бичків — це село теж на румунському кордоні, трохи далі Тячева, через котрий довелося їхати. Але нас біля нього кулемет з танкетки поливає - ми чотири години були командирами, а після чехи назад забрали владу. Мало не потрапили в полон! Кинули машину, пішли Тячів обходити пішки через гори. Вкрились інеєм. Скрізь над селами висіли білі прапори, а на мостах стояли озброєні хлопці з угорськими або білими пов'язками. Вони протягом тижня спочатку були спершу в чеській армії, потім стали Карпатської Січчю, а ще через день виявилися в угорській армії або жандармерії. Майже всі січовики, які були родом із Закарпаття, пішли по домівках. У Румунію втікали тільки хлопці з діаспори, Галичини, Волині чи Буковини. Учасник Карпатської Січі Євген Стехов. Розповідь про українську революцію в Закарпатті 1939 року. Скорочений витяг. |

### 17 березня
|                                      | В перших тижнях настрій українського населення при мад'ярскій окупації був дуже пригноблений. Мадярьські жандарми і вояки виробляли страшні речі. У Тячові від 17 березня зачали розстрілюват українців у тюремних пивних келіях без ніякого суду. В той час, член малої Антанти Румунія, видала мадярам до Бичкова 273 січовиків. Румуни найскоріше їх обікрали, позлуплювали однострої, чоботи і босих та напівголих / а ще був сніг!/ під штиками передали мадярам. Мадяри поставили в два ряди, від мосту аж до горожанської школи і крісами били в ганебний спосіб з обох боків січовків. Які тортури зазнали січовики в горожанці , на це вистачить окрема стаття. Я тут згадаю, що кожний з місцевих мадярських бандитів, хто тільки міг, ліз до горожанки і бив січовиків, скільки хотів. Із своєї «праці» верталися мадярські кати, скривавлені, як різники… |
| — С. Вівчар, оповідання «Ліс шумить» | |

17 березня 1939 потрапив у полон і був розстріляний керівник іршавських січовиків В.Галас.

### 18 березня
18 березня 1939 останні захисники Карпатської України припинили опір, але окремі відділи «Карпатської Січі» продовжували боротьбу в партизанських загонах. Генеральний штаб угорської армії в березні 1939 ухвалив рішення провести ряд бойових операцій по очищенню Карпатської України від «чужих елементів», а про їх очищення доповідати кожні десять днів. «Чужі елементи», до яких відносили і галичан, виводили до мадярсько-польського кордону, і там передавали на розправу полякам. Гортисти збільшували кількість військ і жандармського корпусу в окремих округах.
18 березня розстріляний комендант Волівської Січі С.Фігур. Командир хустських січовиків Олександр Блистів-«Гайдамака», перебуваючи в хустській в'язниці, не мав олівця, тому шпилькою проколов палець і кров'ю написав записку: 
| Я, Олександр Блистів, 22-річний з Хуста, іду на смерть за те, що любив свою рідну Україну. |
Перед переважаючою угорською силою бійці Карпатської Січі відступили до Румунії і Словаччини; румуни видали частину їх угорцям, а ті в свою чергу передали багато галичан полякам Боротьба проти угорців була першим збройним виступом напередодні Другої світової війни.

### Втрати
Угорська влада визнала, що «під час березневих операцій на Карпатській Україні мадярська армія мала 72 убитих, 163 ранених, 4 пропавших безвісти і 2 полонених». Сучасні дослідники мають можливість назвати точніші дані про втрати обох сторін. На центральному напрямі бої січовиків з угорськими військами відбулися в Чинадієві, на околиці міст Сваляви та Іршави. 17 березня угорські військові частини втратили 37 чоловік убитими і 134 пораненими. Січовики втратили близько 200 убитими і понад 400 пораненими; в полон було взято близько 300 чоловік. В боях на Красному Полі загинуло близько 230 січовиків, чеських воїнів і добровольців. Втрати угорців: убитими близько 160 чоловік і близько 400 чоловік одержали поранення. В боях по лінії фронту від Королева до Хуста угорці взяли в полон багато чехів і 450 січовиків, серед яких було чимало галичан.
17 березня 1939 на третій день окупації Карпатської України Мадярщиною мадярські жандарми гнали на перевал через села Нижні Ворота, Верб'яж, Завадка колони полонених, переважно галичан — вояків Карпатської Січі і передали їх польській прикордонній службі, яка розмістила полонених у підвалах своїх казарм. Наступного дня, 18 березня 1939 до сходу сонця полонені були розділені на колони, відконвойовані вліво і вправо від перевалу по лінії кордону приблизно на півтора-два кілометри і розстріляні на закарпатській стороні над селами Нова Розтока і Верб'яж, та між селами Петрусовицею, Жупанами і Лазами. Число розстріляних, за оцінками свідків, становило 500—600 полонених.

### Подальша доля вояків Карпатської Січі
Окупація Карпатської України не призвела до кардинального переусвідомлення стосунків українського визвольного руху з Німеччиною, позиція якої в українському питанні залишалася покритою таємницею. Нацистські керівники прагнули вправно замаскувати свої «українські карти», щоб згодом використати з успіхом українське питання в якості «розмінної монети». Під тиском німецьких дипломатів угорська влада випустить полонених вояків Карпатської січі зі своїх в'язниць і депортує до Німеччини. Колишні «січовики» влітку 1939 року стануть кістяком «Українського легіону» під командуванням колишнього полковника УНР Романа Сушка й у вересні 1939 візьмуть участь у кампанії проти Польщі. Саме в період Карпатської України у ставленні до Третього Рейху ОУН розпочала маневрування між «співпрацею» та «резистансом», яке тривало чотири роки до моменту остаточного переходу ОУН(б) та УПА на антинімецькі позиції 1943 року. З 1941 року багато січовиків (той же Роман Шухевич) служили в німецьких підрозділах на кшталт батальйону «Нахтігаль» і допоміжній поліції під час вторгнення в СРСР.
В результаті репресій німецької влади в кінці 1941 — початку 1942 року, були заарештовані та страчені деякі колишні діячі Карпатської Січі, наприклад, в Бабиному Яру був розстріляний секретар Августина Волошина — Іван Рогач. Багато з залишилися в живих перейшли в підпілля (УПА), серед них — Роман Шухевич.

## Нагороди

Хрест Карпатських Січовиків

Хрест Карпатських Січовиків. Випущений 1969 року Центральним Проводом Братства Карпатських Січовиків для всіх вояків Карпатської Січі (голова — д-р Степан Росоха). Хрест срібного кольору. Виміри: 40 мм × 40 мм, стрічка 40 мм ширини, зі срібною смужкою посередині на синьому тлі та двома золотими смужками по боках. На зворотній стороні напис: «Карпатська Січ 1938-39». Мініатюра — 15 мм × 15 мм, стрічка 10 мм ширини.

## Правовий статус у сучасній Україні
9 квітня 2015 року Верховна Рада України прийняла Закон «Про правовий статус та вшанування пам'яті борців за незалежність України у XX столітті», статтею 1 якого було визнано вояків «Карпатської Січі» борцями за незалежність України у XX столітті.
6 грудня 2018 року Верховна Рада України внесла зміни до Закону України «Про статус ветеранів війни, гарантії їх соціального захисту». Згідно з цими змінами особи, які брали участь у збройній боротьбі за незалежність України у XX столітті у складі «Карпатської Січі» та визнані борцями за незалежність України у XX столітті, визнаються ветеранами війни — учасниками бойових дій. Ухвалені зміни набирають чинності з березня 2019 року.